# Opatinec
Opatinec is een plaats in de gemeente Ivanić-Grad in de Kroatische provincie Zagreb. De plaats telt 316 inwoners (2001).